# Kuldīga
Kuldīga (németül: Goldingen) város Lettországban, Kurzeme tájegységben.

## Fekvése
A város Rigától 150 km-re nyugatra helyezkedik el a Venta folyó két partján, a Riga–Liepaja és az 1990-ben megszüntetett Liepaja–Ventspils-vasútvonalak kereszteződésénél.

## Történelme
Kuldiga várát 1247-ben Dietrich von Grüningen, a Német Lovagrend livón tartomány mestere építtette. Az építést követő évben Mindaugas litván nagyfejedelem a kurokkal kiegészülve megtámadta a várat, de a Lovagrend visszaverte az ostromot és a menekülő litvánok jó részét lemészárolta.

## Látnivalók
- Venta-vízesés
- Kuldīga középkori vára

## Híres kuldīgaiak
- Itt született Jānis Ikaunieks (1995), lett válogatott labdarúgó.
- Itt született Zelig Kalmanovich (1885–1944), litvák (litvániai zsidó) műfordító.
- Itt született Kettler Jakab (1610–1682), kurföldi és zemgalei herceg.
- Itt született Andra Manfelde (1973), lett írónő.
- Itt született Dana Reizniece-Ozola (1981), Lettország pénzügyminisztere, nemzetközi sakknagymester.
- Itt született Jukums Vācietis (1873–1938), lett származású szovjet katonatiszt.
- Itt született Max Weinreich (1894–1969), nyelvész.

## Kuldiga testvérvárosai

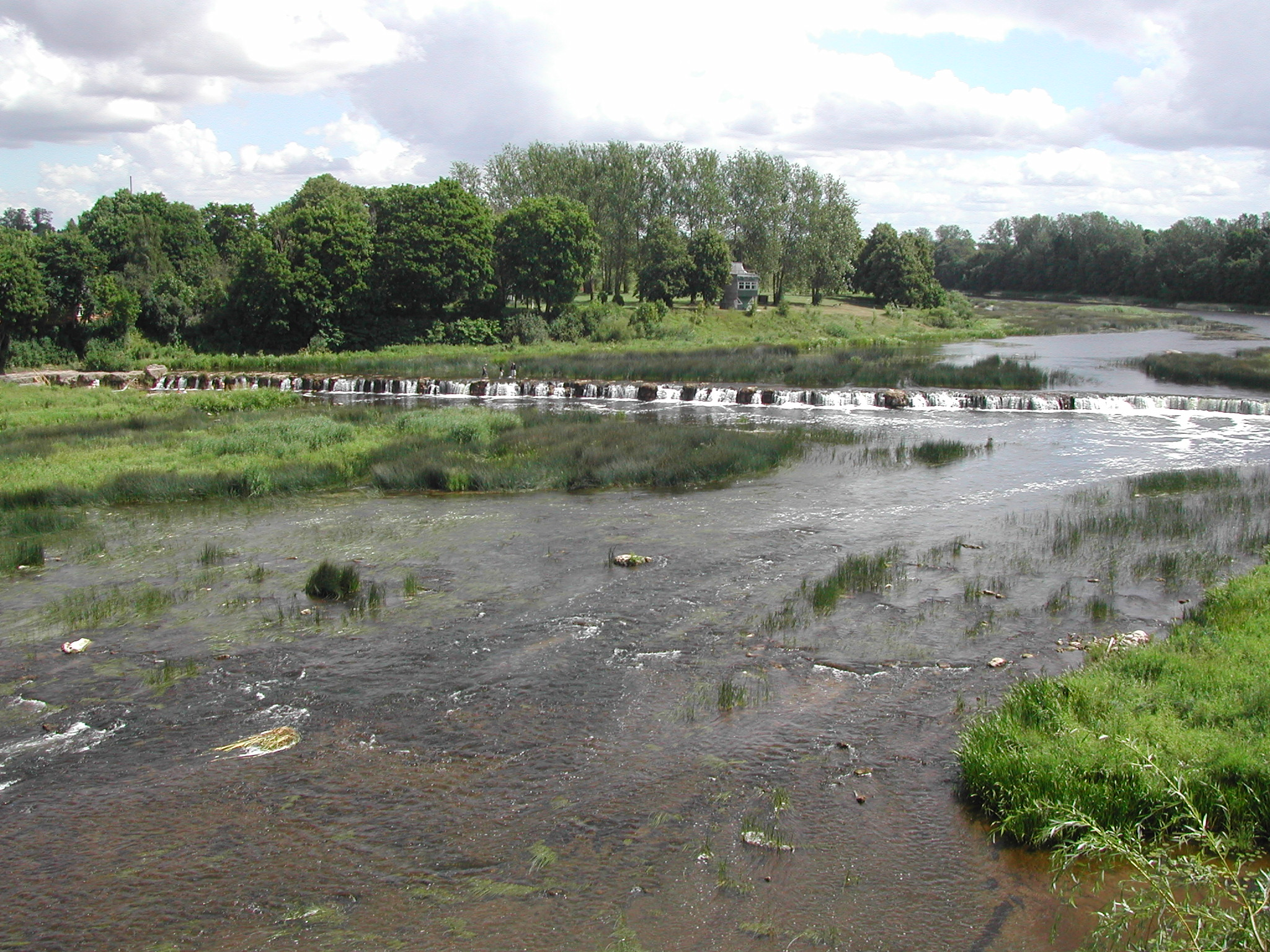
A Venta folyó vízesése Kuldīga közelében.

- Geesthacht, Németország